# Antigono (Gluck)

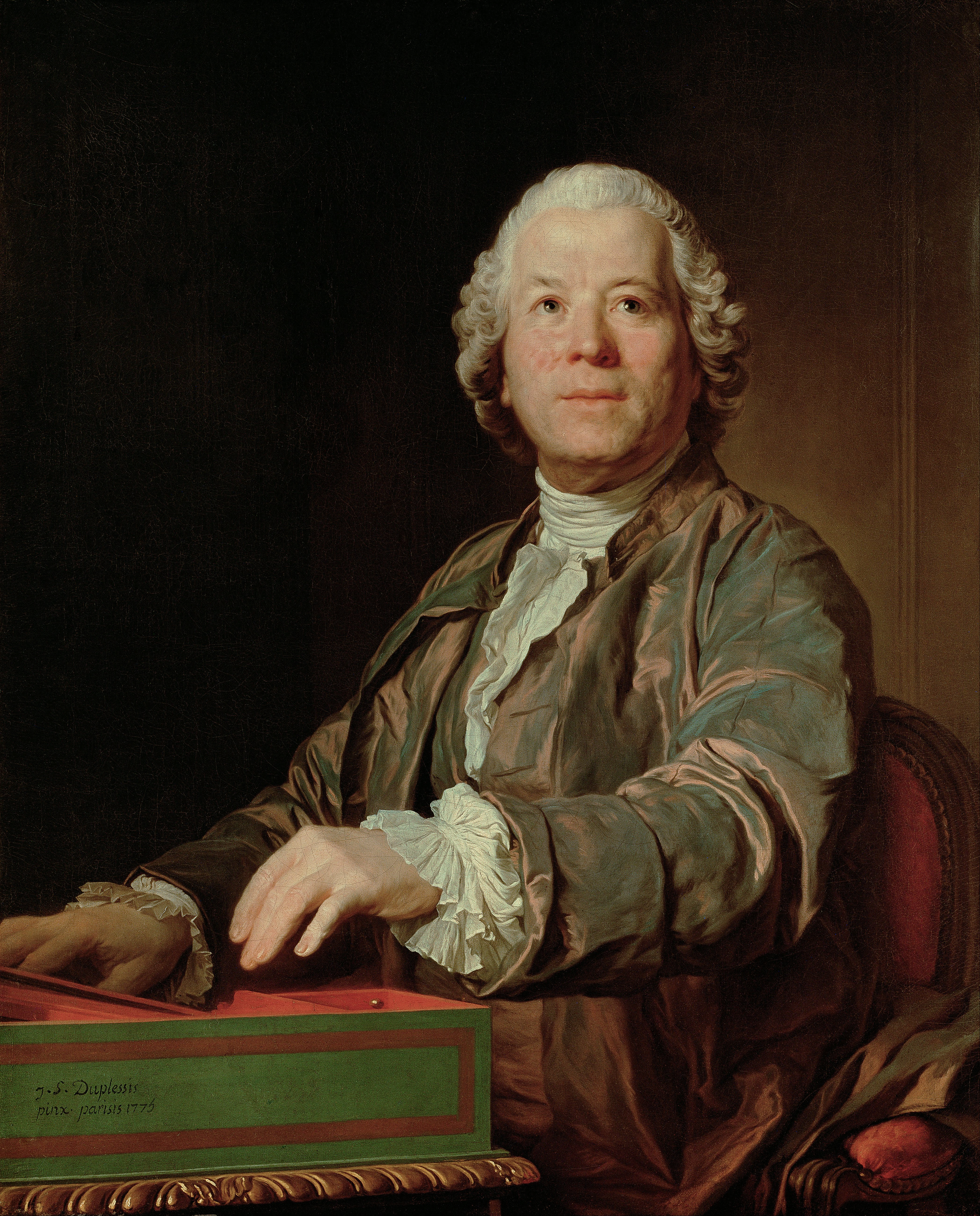
Christoph Willibald Gluck

Antigono är en opera (dramma per musica) i tre akter med musik av Christoph Willibald Gluck och libretto av Pietro Metastasio.

## Historia
Antigono var Glucks sista fullskaliga opera seria. Operan hade premiär den 9 februari 1756 på Torre Argentina i Rom.

## Personer
- Antigono (tenor)
- Berenice (sopranist)
- Demetrio (sopran)
- Alessandro (countertenor)
- Ismene (countertenor)
- Clearco (countertenor)